# Bell Buttress
Bell Buttress (englisch für Bell-Pfeiler) ist ein gegabelter und abgeflachter Gebirgskamm im ostantarktischen Viktorialand. In der Cruzen Range erstreckt er sich vom Plateau The Fortress über etwa 2 km in nördlicher Richtung in den südwestlichen Abschnitt des Oberen Victoria-Firnfelds.
Das Advisory Committee on Antarctic Names benannte den Gebirgskamm 2005 nach Robin E. Bell vom Lamont-Doherty Earth Observatory der Columbia University, der zwischen 1991 und 1999 in fünf Feldforschungskampagnen aerogeophysikalische Untersuchungen der Lithosphäre im westantarktischen Grabenbruch entlang des Transantarktischen Gebirges durchführte.